# Albert Kling
Albert Kling (* 15. März 1903 in Horb am Neckar; † unbekannt) war ein deutscher Dokumentarfilmer und Eigentümer der Kling-Film GmbH in Stuttgart.
Am 18. September 1930 filmte Kling als Kameramann den Flugunfall in Böblingen, bei dem der bekannte Flugakrobat Fritz Schindler, Walter Spengler und zwei weitere Beteiligte ums Leben kamen. Im Juli 1931 heiratete er Schindlers hinterbliebene Verlobte, die Fallschirmspringerin Hedy Schumann (1902–1968). 

## Filmografie
In der Internet Movie Database wird Kling als Kameramann bei folgenden Filmen genannt:
- 1933: Mädels von heute
- 1935: Triumph des Willens
- 1935: Tag der Freiheit! – Unsere Wehrmacht
- 1936/38: Olympia (2 Teile)
- 1940: Feldzug in Polen
- 1940: Feuertaufe